# Podgorni (Labinsk, Krasnodar)
Podgorni (del ruso: Подгорный) es un posiólok del raión de Labinsk del krai de Krasnodar, en el sur de Rusia. Está situado en el borde septentrional del Gran Cáucaso, en la orilla derecha del río Kuksa, afluente por la derecha del río Labá, tributario del Kubán, 28 km al sureste de Labinsk y 165 km al sureste de Krasnodar, la capital del krai. Tenía 4 habitantes en 2010
Pertenece al municipio Zásovskoye.